# Форрер, Людвиг
Иоганн Людвиг Форрер (нем. Johann Ludwig Forrer; 9 февраля 1845 года, Беретсвиль, кантон Цюрих, Швейцария — 28 сентября 1921 года, Берн, Швейцария) — швейцарский государственный деятель, президент Швейцарии (1906 и 1912).

## Биография
Родился в семье владельца механической мастерской в Исликоне в кантоне Тургау, отец умер через пять лет после рождения сына.
В 1863 году поступил на юридический факультет Цюрихского университета, в 1867 году прервал обучение и поступил на работу в полицию, затем первым секретарём Конституционного совета Цюриха, а с 1870 года — после получения диплома о высшем образовании — прокурором. В 1873 году основал и возглавил собственное адвокатское бюро в Винтертуре. В 1891 году он успешно защитил либеральных тичинских революционеров, которые годом ранее пытались свергнуть консервативное кантональное правительство.
В 1875—1878 годах и с 1881 года — член Национального совета Швейцарии. В 1893 году он занимал пост его президента. В 1888 году он подал ходатайство об унификации швейцарского уголовного права — требование, которое не могло быть полностью выполнено до 1937 года с вступлением в силу Уголовного кодекса. В 1894 году Форрер был одним из основателей Свободной демократической партии, в состав которой входили радикальные либералы и демократы. Хотя он продолжал выступать за расширение народных прав (например, избрание Бундесрата прямым голосованием), но выступал противником пропорционального представительства.
В 1867 году присоединился к демократическому движению и вскоре утвердился в качестве одного из лидеров мнений так называемой Школы Винтертура, которая проводила кампанию за расширение народных прав и государственного вмешательства в социальную сферу. В 1868—1869 годах являлся первым секретарем конституционного совета, который разработал новую конституцию кантона Цюрих, с помощью которой могли быть реализованы многочисленные требования демократов.
С 1870 по 1900 год был одним из лидеров демократов в кантональном совете Цюриха и четырежды избирался его президентом (1875, 1879, 1884 и 1898—1899). В Национальном совете представлял радикальных демократов и также был его президентом. Из-за его приверженности демократическому и социальному развитию государства его прозвали «Лев Винтертура». В 1890 году он написал проект закона о медицинском страховании, за который в 1894 году получил степень доктора в Цюрихском университете. После провала закона на федеральном плебисците, он вышел в отставку (1900) и прекратил политическую деятельность. Федеральный совет назначил его директором Центрального бюро международных железнодорожных перевозок в Берне.
В конце 1902 года избран членом Федерального совета Швейцарии.
- 5 июня — 5 декабря 1893 г. — президент Национального совета Швейцарии,
- 11 декабря 1902 — 7 декабря 1917 гг. — член Федерального совета Швейцарии,
- 1 января — 31 декабря 1903 г. — начальник департамента (министр) торговли, промышленности и земледелия,
- 1 января 1904 — 31 декабря 1905 гг. — начальник департамента внутренних дел,
- 1 января — 31 декабря 1905 г. — вице-президент Швейцарии,
- 1 января — 31 декабря 1906 г. — президент Швейцарии, начальник политического департамента,
- 1 января — 31 декабря 1907 г. — начальник военного департамента,
- 1 января — ? 1908 г. — начальник департамента юстиции и полиции,
- 1 января 1908 — 31 декабря 1911 гг. — начальник департамента почт и путей сообщения,
- 1 января — 31 декабря 1911 г. — вице-президент Швейцарии,
- 1 января — 31 декабря 1912 г. — президент Швейцарии, начальник политического департамента,
- 1 января 1913 — 31 декабря 1917 гг. — начальник департамента почт и путей сообщения.

Оказал решающее влияние на расширение и реорганизацию Швейцарского федерального политехнического института. Под его руководством в 1905 гоle был основан Швейцарский фонд Шиллера. В этот период был открыт Симплонский тоннель, началась реорганизация Швейцарских федеральных железных дорог и электрификация маршрутной сети. Был сторонников подписания Готардского соглашения с Германской империей и Италией, по которому два соседних государства получали тарифные уступки, эквивалентные предоставлению оговорки о наиболее благоприятствуемой нации в отношении транзитных железных дорог. Подписание контракта вызвало широкое протестное движение. Он был обвинен политическими противниками в измене.
В 1912 году на референдуме бал принята новая редакция «Закона о страховании от несчастных случаев и болезней», согласно которой предусматривалось только обязательное и централизованное страхование от несчастных случаев, а обязательное медицинское страхование было отменено. Во время Первой мировой войны из-за отсутствия импорта угля железнодорожные перевозки пришлось ограничить, а электрификация сети маршрутов была отложена на неопределенное время.
В 1917 году вышел из правительства и вернулся на пост директора Центрального бюро международных железнодорожных перевозок.